# 佐賀県道233号上有田停車場線
佐賀県道233号上有田停車場線（さがけんどう233ごう かみありたていしゃじょうせん）は、佐賀県西松浦郡有田町を通る一般県道である。

## 概要
西松浦郡有田町中樽1丁目から西松浦郡有田町泉山2丁目に至る。
陶磁器の窯元が多い。

### 路線データ
- 起点：佐賀県西松浦郡有田町中樽1丁目（佐世保線 上有田駅前）
- 終点：佐賀県西松浦郡有田町泉山2丁目（泉山交差点、国道35号交点、佐賀県道257号梅野有田線終点）

## 歴史
- 2022年（令和4年）3月18日 - 佐賀県告示第47号により中樽1丁目 - 泉山磁石場入口交差点間の旧道の県道指定が解除され、上幸平1丁目 - 泉山磁石場入口交差点間は佐賀県道281号大木有田線に変更となる[1]。

## 地理

### 通過する自治体
- 西松浦郡有田町

### 交差する道路
| 交差する道路                     | 交差する場所 | 交差する場所         |
| -------------------------------- | ------------ | -------------------- |
| 佐賀県道281号大木有田線          | 泉山1丁目    | 泉山磁石場入口交差点 |
| 国道35号 佐賀県道257号梅野有田線 | 泉山2丁目    | 泉山交差点 / 終点    |

### 交差する鉄道
- 佐世保線

### 沿線
- JR九州佐世保線 上有田駅